# Sessenhausen (Asbach)
Sessenhausen ist ein Ortsteil der Ortsgemeinde Asbach im Landkreis Neuwied im nördlichen Rheinland-Pfalz. Der Ort, ursprünglich landwirtschaftlich geprägt, hat sich zu einem Wohnort im Sinne einer Wohngemeinde entwickelt.

## Geographie
Das Dorf liegt im Niederwesterwald nordöstlich des Hauptortes Asbach auf einer Anhöhe oberhalb und östlich des Krumbachs. Sessenhausen ist über die Kreisstraße 65 mit dem Hauptort Asbach sowie über die Kreisstraße 64 mit den Ortsteilen Limbach und Schöneberg verbunden.

## Geschichte
Landesherrlich gehörte Sessenhausen zum Kurfürstentum Köln und zum Amt Altenwied und war Teil der „Honnschaft Limbach“. Nach einer 1660 vom Kölner Kurfürsten Maximilian Heinrich angeordneten Bestandsaufnahme hatte Sessenhausen acht Höfe, 1787 wurden hier 72 Einwohner gezählt, die in 17 Häusern lebten.
Nachdem das Rheinland 1815 zu Preußen gekommen war, gehörte Sessenhausen zur Gemeinde Limbach im damals neu gebildeten Kreis Neuwied und wurde von der Bürgermeisterei Asbach verwaltet. Nach einer Volkszählung aus dem Jahr 1885 hatte Sessenhausen 111 Einwohner, die in 27 Häusern lebten. 1931 erhielt Sessenhausen eine eigene Poststelle der Klasse II im Bezirk des Postamts Asbach, die ab 1966 von der Landpoststelle des Postamts Linz versorgt wurde.
Bis 1974 war Sessenhausen Teil der bis dahin eigenständigen Gemeinde Limbach. Aus ihr und den gleichzeitig aufgelösten Gemeinden Asbach und Schöneberg sowie einem Teil der Gemeinde Elsaff wurde am 16. März 1974 die Ortsgemeinde Asbach neu gebildet. 1987 zählte Sessenhausen 115 Einwohner.

## Sehenswürdigkeiten
Unter Denkmalschutz stehen:
- Ein kleines Fachwerk-Quereinhaus aus dem 18. Jahrhundert mit einem Fachwerkanbau aus dem 19. Jahrhundert (Sessenhausen 13)
- Ein Wegekreuz, bezeichnet 1878
- Siehe auch: Liste der Kulturdenkmäler in Asbach (Westerwald)